# 77. nordlige breddekreds
Den 77. nordlige breddekreds (eller 77 grader nordlig bredde) er en breddekreds, der ligger 77 grader nord for ækvator. Den løber gennem Atlanterhavet, Europa, Asien, Ishavet og Nordamerika.